# Kloster Strahlfeld

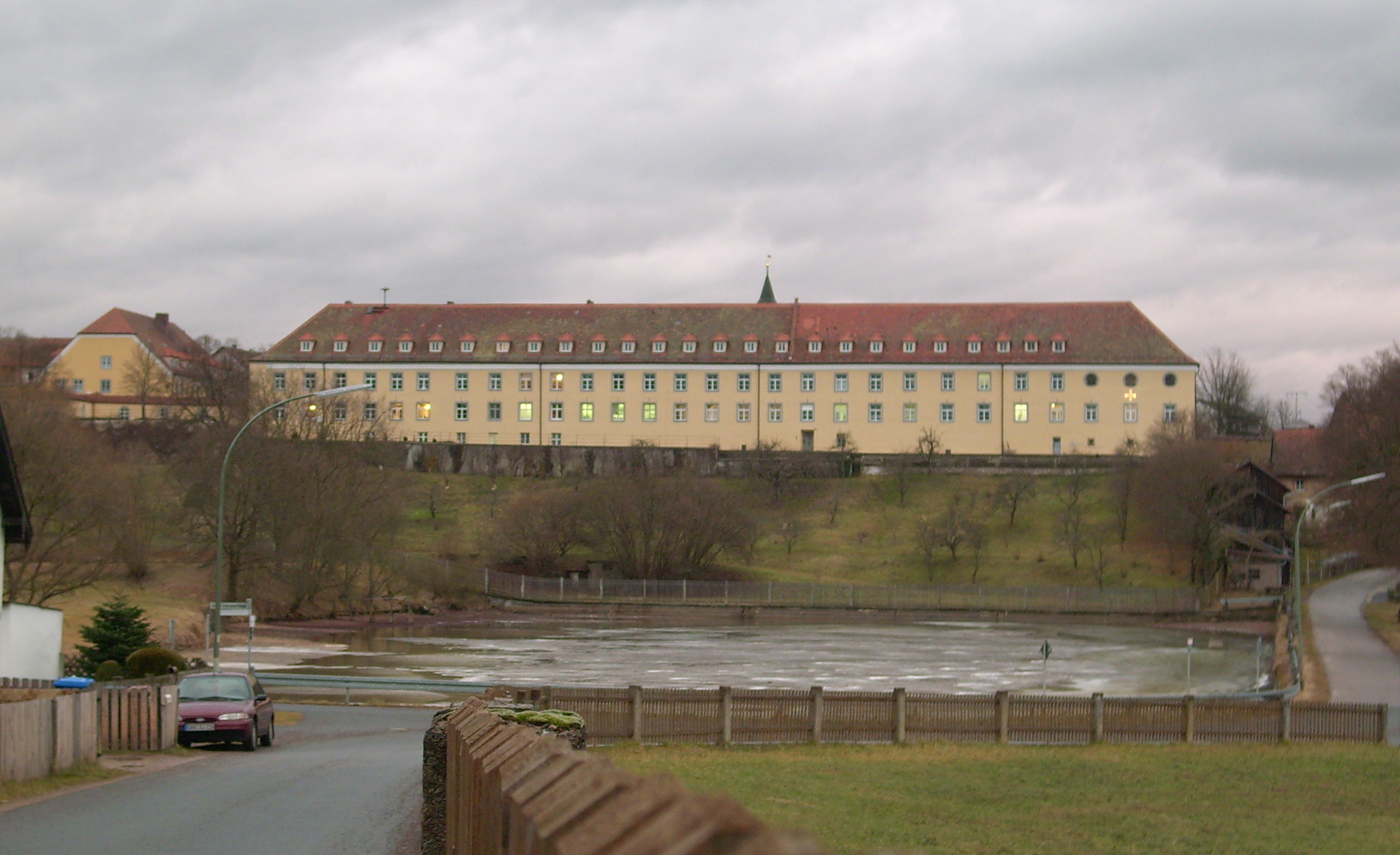
Blick zum Kloster Strahlfeld

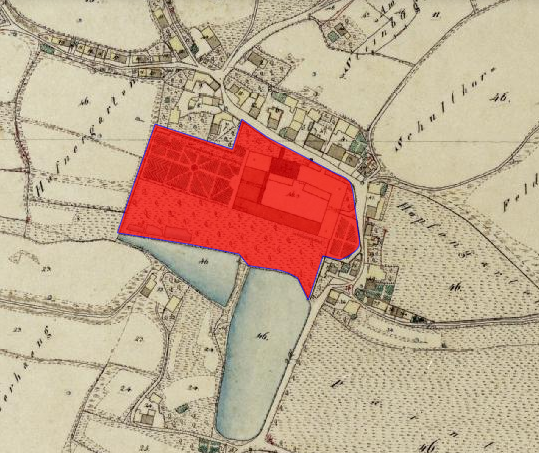
Lageplan von Kloster Strahlfeld auf dem Urkataster von Bayern

Das Kloster St. Dominikus in Strahlfeld ist ein Kloster der Missionsdominikanerinnen vom hl. Herzen Jesu in Strahlfeld, einem Stadtteil von Roding im Landkreis Cham in Bayern im Bistum Regensburg. Die Anlage ist unter der Aktennummer D-3-72-153-64 als Baudenkmal verzeichnet. „Archäologische Befunde des Mittelalters und der frühen Neuzeit im Bereich des ehem. Schlosses von Stahlfeld“ werden zudem als Bodendenkmal unter der Aktennummer D-3-6741-0076 geführt.

## Geschichte
Das Schloss Strahlfeld wurde im 17. Jahrhundert für die Herren von Strahlfeld errichtet. Der Bau wurde nach 1703 verändert und erweitert. Nach einem Brand erfolgte nach 1804 der teilweise Wiederaufbau. 
Bei einem Erholungsurlaub, der durch den Ersten Weltkrieg verlängert wurde, erwarben Ignatia Hasslinger und Alacoque Moosmann das verfallene Schloss Strahlfeld, um junge Mädchen für den Missionseinsatz in Afrika als Ordensfrauen vorzubereiten. Am 29. Mai 1917 zogen sie mit noch drei Kandidatinnen in das alte Schlossgut ein. Mit großen Einsatz und Mühe bauten sie die Ruine wieder auf. Noch zwei Jahre später meinte eine neuangekommene Kandidatin über den Zustand des Klosters: „Das soll ein Kloster sein!?“ Bis zur kanonischen Errichtung des Klosters wurde es ein ansehnliches Kloster und die Zahl der Kandidatinnen betrug bereits 26. Trotz der großen Armut kamen viele junge Frauen, die eintreten wollten.
1924 konnten die ersten Missionarinnen von Strahlfeld in die damalige britische Kolonie Rhodesien, das heutige Simbabwe, gesandt werden. 1971 wurde die 493. und letzte junge Schwester in die Mission gesandt.
In Deutschland waren die Schwestern in der Landwirtschaft, Gartenbau und Obstbaumkultur usw. tätig. 1923 wurde für Mädchen eine Haushaltungsschule eröffnet, die – ausgenommen im Zweiten Weltkrieg – bis 1993 bestand.

## Gegenwart
Heute ist das Kloster vor allem ein Wohnheim für betagte und pflegebedürftige Schwestern, für Urlaubermissionarinnen und für viele, die nach langjährigem Dienst in Afrika oder in einer der kleineren Niederlassungen in Deutschland ihren Lebensabend hier verbringen.
Die Schwestern führen seit einigen Jahren ein Haus der Begegnung, eine Bildungs- und Erholungsstätte für Erwachsene, Familien und junge Menschen.
Von 1994 bis 2013 bestand ein kleiner Konvent bei der Pfarrkirche St. Martin in Osterode am Harz in Niedersachsen.
Im Caritas-Altenheim Roding wohnen und wirken seit Jahrzehnten die Schwestern. Zudem arbeiten einige wenige Schwestern haupt- oder ehrenamtlich in der Pastoral im Bistum Regensburg und in der Missionsarbeit in Deutschland.

## Schwestern
Von den über 800 Schwestern, die im Laufe von über hundert Jahren zu dieser Kongregation gehörten, haben ca. 580 in Strahlfeld die Grundausbildung für das Ordensleben erhalten, und von diesen wurden mehr als zwei Drittel zum Missionsdienst ausgesandt. Magdala Christa Lewandowski wurde 1977 während des rhodesischen Bürgerkriegs bei einem Überfall von Bewaffneten erschossen.